# ギャルル
ギャルル（Galulu）とは、日本の女性歌手グループ、女性アイドルグループ。ユニットのプロデュースは当時「ギャル社長」として有名だった藤田志穂。音楽プロデュースはつんく♂が行い、CDはTNXより発売された。本項では2024年から活動を開始している『超ギャルル』についても扱う。

## メンバー
- ぁみみ（時東ぁみ）
- そねね（ギャル曽根） - （二代目リーダー、超ギャルルにもリーダーとして参加）
- あべべ（安倍麻美） - （二代目エース）

### 元メンバー
- つじじ（辻希美） - （初代リーダー。エースの位置付けだったが妊娠により脱退）

## 特徴
- ギャルに扮するガングロのメイク・ファッションが藤田志穂によりコーディネートされている。
- 楽曲もギャル向けのユーロビートであり、パラパラギャルユニットと称している。
- 開始時は全員所属事務所が異なっていた。但しTNXはアップフロントプロモーションの系列に属する芸能事務所。しかし、つじじの脱退、あべべの加入でワタナベエンターテインメント所属メンバーが2人となり、この構造は失われた。
  - つじじ　アップフロントプロモーション
  - ぁみみ　TNX
  - そねね・あべべ　ワタナベエンターテインメント

## 略歴

### 2007年
- 4月23日、ぶんか社発行の雑誌「Ranzuki」にて藤田志穂が三人をプロデュースする企画がスタート。
- 4月24日、土浦のクラブで行われたイベントにゲスト参加し、デビューを発表した[1]。
- 5月8日、辻が妊娠し、俳優の杉浦太陽と結婚することが事務所を通じて正式に発表された。これに伴い脱退[2]。
- 5月14日、脱退した辻に代わり安倍麻美の加入が発表された[3]。
- 6月20日、デビュー・シングル「Boom Boom めっちゃマッチョ!」発売。渋谷タワーレコードにて発売記念イベントを行った[4]。
- 6月23日、『めちゃ×2イケてるッ!』にて新曲を披露した。その時ルー大柴が乱入。
- 6月30日、渋谷C.C.Lemonホールにおいて新曲発売記念無料コンサートを行った。応援ゲストとしてキャナァーリ倶楽部とTHE ポッシボーがギャルメイクで出演した。

### 2008年
- 5月、ブログ「見習いっ子ギャルブログ〜Mr&Miss〜」の閉鎖。その後、活動することなく自然消滅となった。

### 2011年
- 11月11日、あべべこと安倍麻美が結婚とそれに伴う芸能界引退を発表、これでCDデビュー時のメンバーでの復活は不可能に近くなった。

### 2023年
- 3月30日、ギャル曽根が木曜レギュラーであるバラエティ番組『ラヴィット!』（TBS）のオープニングにて、時東ぁみ、本田仁美（AKB48）がゲスト出演。新生ギャルルとして「Boom Boom めっちゃマッチョ!」を生披露。
- 8月27日、東京・国立代々木第一体育館で開催された『ラヴィット！』による音楽イベント『LOVE IT! ROCK 2023』にて『ワンナイトギャルル』として一夜限りの復活。

### 2024年
- 8月14日、YouTubeのつんく♂エンタメチャンネルで「Boom Boom めっちゃマッチョ!」のミュージック・ビデオと「女のウルトラ」のビデオクリップが公式配信。
- 8月15日、音楽配信サービスで「Boom Boom めっちゃマッチョ!」「女のウルトラ」のサブスクリプション配信が解禁。
- 8月24日、東京・国立代々木第一体育館で開催された『ラヴィット！』による音楽イベント『LOVE IT! ROCK 2024』にて、昨年に引き続き『ワンナイトギャルル』として復活。

## 音楽

### シングル
「Boom Boom めっちゃマッチョ!」は、ギャルルのデビュー・シングル。2007年6月20日にTN-mixより発売、販売はポニーキャニオン。

#### 概要
- 初回限定盤と通常盤の2形態でリリースされ、初回限定盤にはミュージック・ビデオとミュージックビデオの別バージョンを収録したDVDが同梱されている。
- テレビ東京系列「キティズパラダイス PLUS」のエンディングテーマ。
- 7月2日付オリコンシングルチャート19位、COUNT DOWN TV16位。

#### 収録曲
1. Boom Boom めっちゃマッチョ!
作詞・作曲：つんく　編曲：守尾崇・鈴木Daichi秀行
2. 女のウルトラ
作詞・作曲：つんく　編曲：田中直
3. Boom Boom めっちゃマッチョ! (Instrumental)
4. 女のウルトラ (Instrumental)

## 挿話
そねねことギャル曽根は自身のリリース楽曲がギャルルの曲しか無いためギャルルの曲を大切にしており、2020年現在でもカラオケでは必ず『Boom Boom めっちゃマッチョ!』を歌う。
ギャル曽根が木曜レギュラーであるTBS「ラヴィット！」の「全国アンテナショップグルメ 曽根-1グランプリ」でも試食シーンには同曲が用いられるのがお約束（この理由によりサビ以外も含む）。2023年3月30日のオープニングでは時東ぁみがゲスト出演し、更にAKB48の本田仁美（同番組には当日も含め、高頻度でゲスト出演している）もひぃぃとしてパフォーマンスに参加した“新生ギャルル”として『Boom Boom めっちゃマッチョ！』を生披露した。
2023年8月27日、東京・国立代々木第一体育館で開催された「ラヴィット！」による音楽イベント『LOVE IT! ROCK 2023』ではギャル曽根、時東ぁみ、同じくラヴィット！木曜レギュラーである横田真悠、ゲストとして共演していた矢吹奈子の4人でユニット『ワンナイトギャルル』を結成。途中からはラヴィット！の出演者である矢田亜希子、若槻千夏、近藤千尋、守屋麗奈（櫻坂46）、EXITがギャルメイクを施した姿で共に加わり、『Boom Boom めっちゃマッチョ!』を披露した。

## 超ギャルル
2023年9月21日、この日に放送された『ラヴィット！』にて『Boom Boom めっちゃマッチョ!』の作詞・作曲を担当した音楽プロデューサー、つんく♂がスタジオに生出演。出演者であるギャル曽根と石田明（NON STYLE）からギャルルの新曲を依頼されると、「まずはオーディションから」と返答。実際に2024年1月から「令和のギャルル（仮）」メンバーオーディションを実施している。ギャル曽根は同オーディションに応募したものの書類審査で脱落したものの、つんく♂により新メンバー兼リーダーに指名され、「令和のギャルル（仮）」あらため9人組ギャルユニット「超ギャルル」が誕生した。